# Дог бразерс
Дог Бразерс или Дог Бразерс Маршл Артс (англ. Dog Brothers Martial Arts) — боевая школа. Создана Марком Дени, Эриком Кнаусом и Арланом Санфардом на основе различных боевых систем, поэтому её можно считать «системой многих стилей».
В основу системы положен боевой опыт «бешеных» бойцов с палками, известных как «Dog Brothers». Система в основном базируется на филиппинских боевых искусствах, но её нельзя назвать полностью филиппинской боевой системой. Эта школа создана на базе филиппинской традиции с включением элементов техники других боевых систем, а также разработок непосредственно Дог Бразерс.
Из филиппинских боевых искусств используются Иносанто Кали, Пекити Терсиа и Ламеко Эскрима, кроме того частично заимствуется опыт и боевых систем других стран — бразильской Джиу-джитсу, также Краби Крабон и Бандо.

## Философия
Философия этой школы основана на жёстком контакте, бои проводятся без судей, ограничений нет. Защита минимальна — фехтовальная маска на лице, защитные перчатки на руках, налокотники на локти и наколенники на ноги.
Начиная с 1988 года «Dog Brothers» провозгласили и исповедуют два основных принципа: сражение с максимально лёгкой защитой (фехтовальные маски и уличные хоккейные перчатки) и единственное правило «быть друзьями до конца дней».

## Техника боя
Система Дог Брозерс включает в себя бой на всех дистанциях — дальней средней и ближней, а также бой на земле.
Система Дог Бразерс Маршл Артс состоит из следующих элементов:
- Кали — три главных корня, которые являются основой системы — Иносанто Кали, Пекити Тирсиа и Ламеко Эскрима
- Силат — элементы боя с оружием и без него
- Краби Крабонг — тайская система боя с оружием, пересекающаяся с филиппинскими техниками
- Дог Бразерс Стик Грейплинг — техника болевых, удушающих с помощью палки. В основу положены техники ФБИ, Дзю Дзюцу и Бандо
- Дог Бразерс Вале Тудо — система рукопашного боя, когда оружие потеряно. Включает технику Джит Кун До и Дзю Дзюцу.

Отличительными чертами системы являются:
- использование 6 постепенно усложняющихся уровней боя
- акцент на развитии ловкости с палкой, как введение в мастерство безоружного боя
- меньшее внимание к ножу и разоружениям, чем в других направлениях филиппинских боевых искусств
- необычно большое количество полноконтактных схваток.